# Prosoplecta coccinelloides
Prosoplecta coccinelloides är en kackerlacksart som beskrevs av Walker, F. 1868. Prosoplecta coccinelloides ingår i släktet Prosoplecta och familjen småkackerlackor.
Artens utbredningsområde är Filippinerna. Inga underarter finns listade i Catalogue of Life.